# جیلانگ
جیلان یا جیلانگ (به انگلیسی: Geelong) شهر بندری در ایالت ویکتوریا استرالیا است که در ۷۵ کیلومتری جنوب غربی ملبورن قرار دارد.